# Міхеєвка (Нижньогородська область)
Міхеєвка (рос. Михеевка) — село в Росії у Нижньогородській області Росії, адміністративний центр Міхеєвської сільської ради Ардтатовського муніципального району.

## Населення
| 1999 | 2002 | 2010 |
| ---- | ---- | ---- |
| 421  | ↘372 | ↘349 |